# Anna Norrie

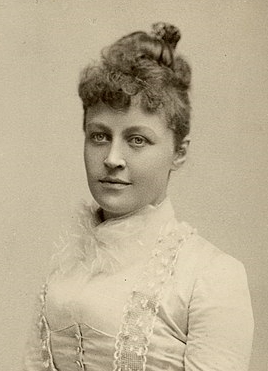
Anna Norrie, 1884

Anna Hilda Charlotta Norrie, geborene Petterson (* 7. Februar 1860 in Stockholm; † 13. Juli 1957 ebenda), war eine schwedische Schauspielerin und Operettensängerin.

## Leben
Anna Hilda Charlotta Pettersson wurde als Tochter der Gastronomin Anna Christina Pettersson und des Arztes Samuel Magnus Axel Könsberg geboren. 1891 heiratete sie den dänischen Theaterregisseur William Good Norrie (1866–1946) und 1909 den Schauspieler Anton Frithiof de Verdier (1878–1954). Mit 17 Jahren wurde sie am Stockholmer Konservatorium aufgenommen, wo sie bei Julius Günther Gesang studierte. Später war sie Schülerin des Opernsängers Fritz Arlberg im Fach Gesang und des Schauspielers Emil Hillberg im Fach Schauspiel.
Norrie trat zunächst als Schauspielerin am Svenska Teatern auf, wo sie 1882 ihr Debüt als „Antoinette“ in Édouard Paillerons Stück L'Étincelle gab. Als sie die männliche Rolle des „Lars Hjortsberg“ in Karl Wetterhoffs En repetition på Tillfälle gör tjufven spielte, sang sie eine Ballade so gut, dass sie vom Theater für eine Reihe von Operettenrollen engagiert wurde. Dazu gehörten Offenbachs La Fille du tambour-Major und Carl Millöckers Der Bettelstudent, in denen sie ihren burschikosen Charme und ihre komischen Fähigkeiten unter Beweis stellte. Nach einem weiteren Studium bei der anspruchsvollen Opernsängerin Signe Hebbe wurde sie 1883 für ihre Darstellung in Victorien Sardous Le Roi Carotte hoch gelobt. Daraufhin konnte sie die nächsten drei Jahre in Operetten am Södra Teatern und Djurgårdsteatern singen.
1887 nahm Norrie ein langes Engagement am Vasateatern an, wo sie sich einen Ruf als führende Operettenprimadonna des Nordens erwarb. Sie erzielte beachtliche Erfolge in La belle Hélène, La Grande-Duchesse de Gérolstein, Barbe-Bleue, Fatinitza, Le petit duc, Orphée aux enfers und vielen anderen. Ebenso erfolgreich war sie auf ihren Tourneen nach Helsinki, Bremen, Leipzig, Hannover und Berlin. Obwohl sie sich 1920 formell von der Bühne zurückzog, trat sie gelegentlich in Sprechrollen auf. So spielte sie beispielsweise 1932 die „Königin Desideria“ in Herbert Grevenius’ Den förste Bernadotten im Stockholmer Konserthuset.
Mit 73 Jahren wandte sie sich dem Unterrichten zu und stützte sich dabei auf die strengen Regeln der Aussprache und Bewegung, die sie von Hebbe gelernt hatte. Zu ihren zahlreichen Schülern gehörten Signe Hasso, Ingrid Bergman, Gunn Wållgren, Sif Ruud, Gerd Hagman, Viveca Lindfors, Birgitta Valberg, Anita Björk, Margaretha Krook, Yvonne Lombard, Ingrid Thulin, Gunnar Björnstrand, Sven Lindberg, Ulf Palme, Ingvar Kjellson, Jarl Kulle, Jan-Olof Strandberg und Max von Sydow.
Anna Norrie starb am 13. Juli 1957 in Stockholm und wurde auf dem Norra begravningsplatsen in Solna beigesetzt.

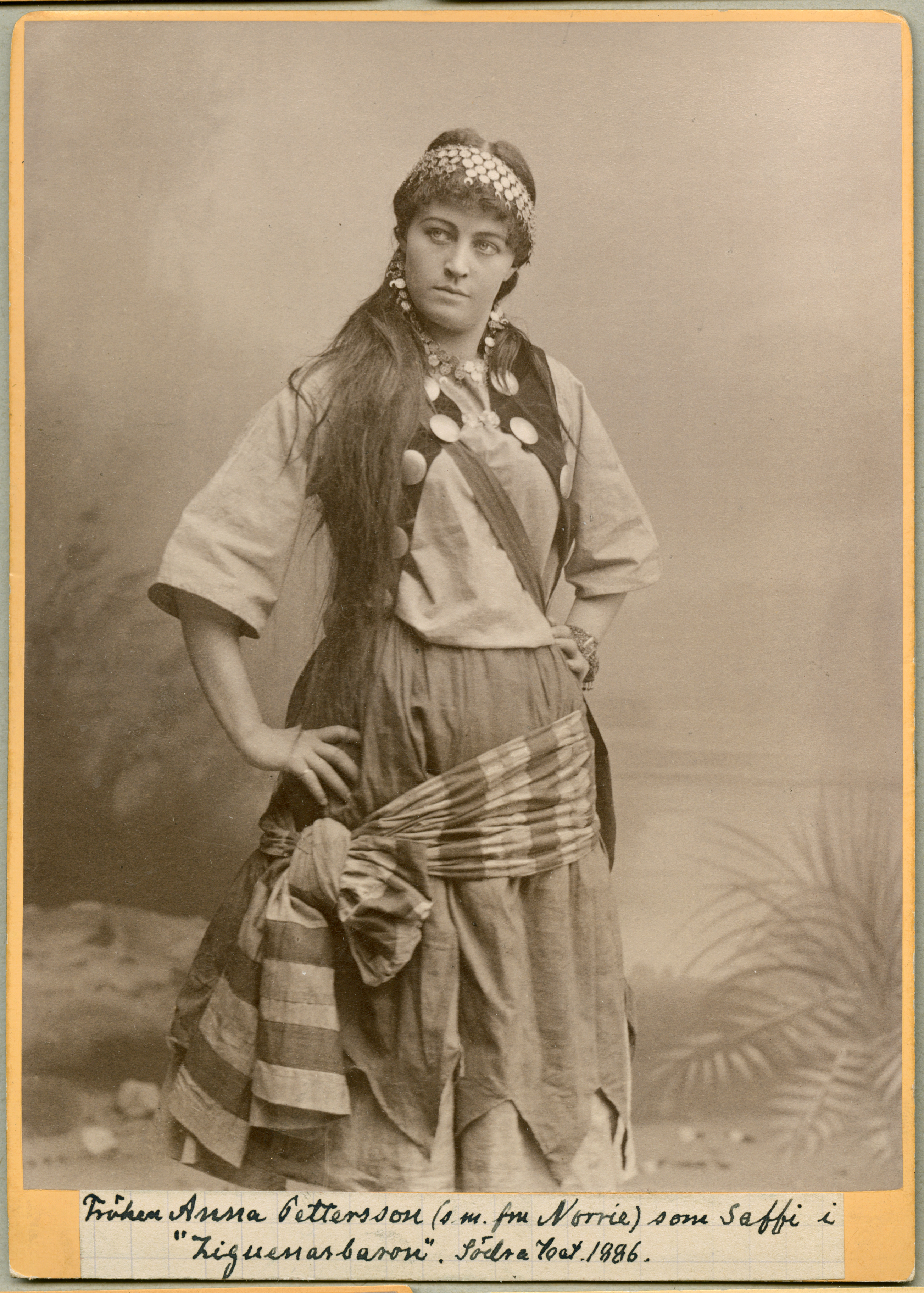
Als „Saffi“ im Zigeunerbaron, Södra Teatern, 1886
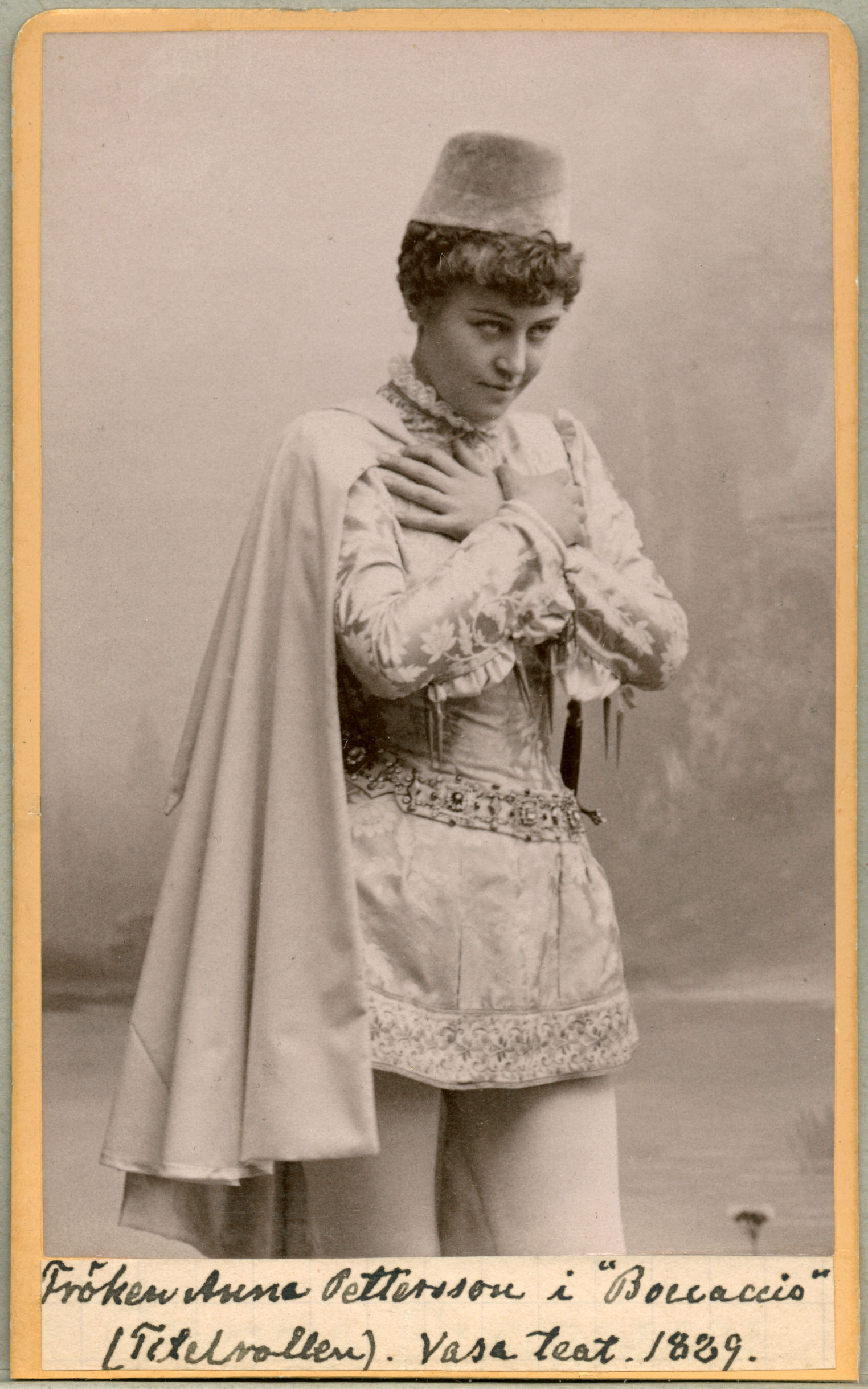
Titelrolle im  Boccaccio, Vasateatern, 1889
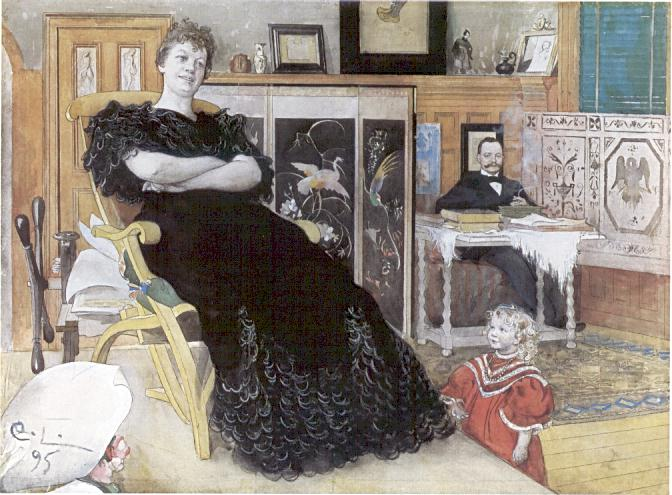
Porträt von Carl Larsson, 1895
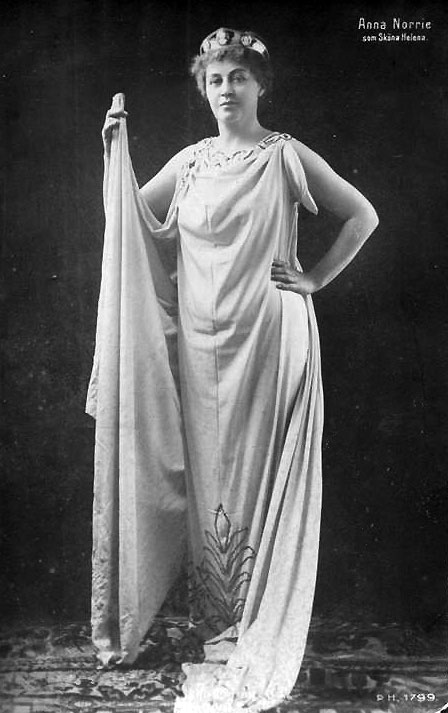
Als Die schöne Helena, ca. 1910